# Atchafalaya-Swamp-Brücke
Die Atchafalaya-Swamp-Brücke (offiziell: Louisiana Airborne Memorial Bridge), auch Atchafalaya Swamp Freeway, sind zwei parallel verlaufende Plattenbrücken aus Stahlbeton in den USA, Baujahr 1973, welche den Interstate 10 zwischen Baton Rouge und Lafayette in Louisiana über das Atchafalaya Basin führen. Mit einer Länge von 29,3 km gehört sie zu den zwanzig längsten Brücken der Welt.
Die beiden Plattenbrücken verlaufen parallel in etwa fünfzig Meter Abstand, einzig bei der Überquerung des Whiskey Bay Pilot Channels und des Atchafalaya Rivers verlaufen die Brücken unmittelbar nebeneinander.  Sie werden täglich von beinahe 25.000 Fahrzeugen benutzt. Das Bauwerk weist zwei Anschlussstellen auf: den Anschluss 127 Whisky Bay im Iberville Parish und der Anschluss 121 Butte La Rose im St. Martin Parish.
Um die Anzahl der Unfälle auf der Brücke zu reduzieren, wurde die Geschwindigkeitsbegrenzung in den letzten Jahren mehrfach herabgesetzt, heute gilt generell eine Maximalgeschwindigkeit von 60 mph und 55 mph für Sattelschlepper, wobei diese nur den rechten Fahrstreifen benutzen dürfen.
Ein Rastplatz mit Besucherzentrum befindet sich bei Meile 121 ungefähr in der Mitte der Brücke, wo sich auch ein Denkmal für die Luftlandetruppe 82. Airborne Division befindet. Die Brücke wurde am 10. Juli 1989 zu Ehren der Luftlandetruppe in Louisiana Airborne Memorial Bridge umgetauft. Bei der lokalen Bevölkerung ist die Brücke auch unter den Namen Long Bridge (deutsch: Lange Brücke) und Basin Bridge oder unter dem Spitznamen Almost Home Bridge (deutsch: Beinahe-zu-Hause-Brücke) bekannt.